# Herbert Mayer (Verwaltungsjurist)
Herbert Mayer (* 15. Dezember 1922 in Altisheim; † 1. April 2013) war ein deutscher Verwaltungsjurist. Er ist Gründer des Katholischen Blinden- und Sehbehindertenwerkes Bayern und des Deutschen Katholischen Blindenwerks.

## Werdegang
Der promovierte Jurist war beim Landesversorgungsamt Bayern in München tätig, zuletzt im Dienstrang eines Regierungsdirektors.
Ab 1952 war er Mitglied im Fachausschuss „Katholisches Blindenwerk im Deutschen Caritasverband“. Mitte der 1950er Jahre unternahm er in Freiburg einen ersten Versuch, katholische Blinde in einem Verband zusammenzuführen. Es entstand der Arbeitskreis Deutsches Katholisches Blindenwerk. 1968 gründete er als erste katholische Blindenvereinigung in Deutschland das Katholische Blindenwerk Bayern. Bei ihm war er bis 2002 Vorsitzender und später Ehrenvorsitzender. 
Am 6. Dezember 1969 wurden die in anderen Bundesländern ebenfalls gegründeten Blindenwerke in Frankfurt am Main im Deutschen Katholischen Blindenwerk zusammengeführt. Zusammen mit Hubert Roos war er langjähriges Vorstandsmitglied.
Für die Arbeitsgemeinschaft der katholischen Blindenvereinigungen im deutschen Sprachraum redigierte er die Zeitschrift Lux Vera in Blinden- und Schwarzschrift. Außerdem war er Redakteur des Katholischen Taubblindenbriefes. Nach einem Schlaganfall im November 2002 zog er sich von seinen Ämtern zurück.

## Ehrungen und Auszeichnungen
- Verdienstorden der Bundesrepublik Deutschland (Verdienstkreuz am Bande)
- Verdienstorden der Bundesrepublik Deutschland (Verdienstkreuz 1. Klasse)
- Päpstlicher Silvesterorden